# Orgilus elongatus
Orgilus elongatus är en stekelart som beskrevs av Papp 1971. Orgilus elongatus ingår i släktet Orgilus och familjen bracksteklar. Inga underarter finns listade i Catalogue of Life.